# نيكولا يوفانوفيتش (لاعب تايكوندو)
نيكولا يوفانوفيتش هو لاعب تايكوندو صربي، ولد في 26 يناير 1990.

## وصلات خارجية
- نيكولا يوفانوفيتش على موقع TaekwondoData.com (الإنجليزية)